# Red Oak (North Carolina)
Red Oak is een plaats (town) in de Amerikaanse staat North Carolina, en valt bestuurlijk gezien onder Nash County.

## Demografie
Bij de volkstelling in 2000 werd het aantal inwoners vastgesteld op 2723.
In 2006 is het aantal inwoners door het United States Census Bureau geschat op 2850, een stijging van 127 (4,7%).

## Geografie
Volgens het United States Census Bureau beslaat de plaats een oppervlakte van
50,5 km², geheel bestaande uit land. Red Oak ligt op ongeveer 62 m boven zeeniveau.

## Plaatsen in de nabije omgeving
De onderstaande figuur toont nabijgelegen plaatsen in een straal van 16 km rond Red Oak.